# Thalys

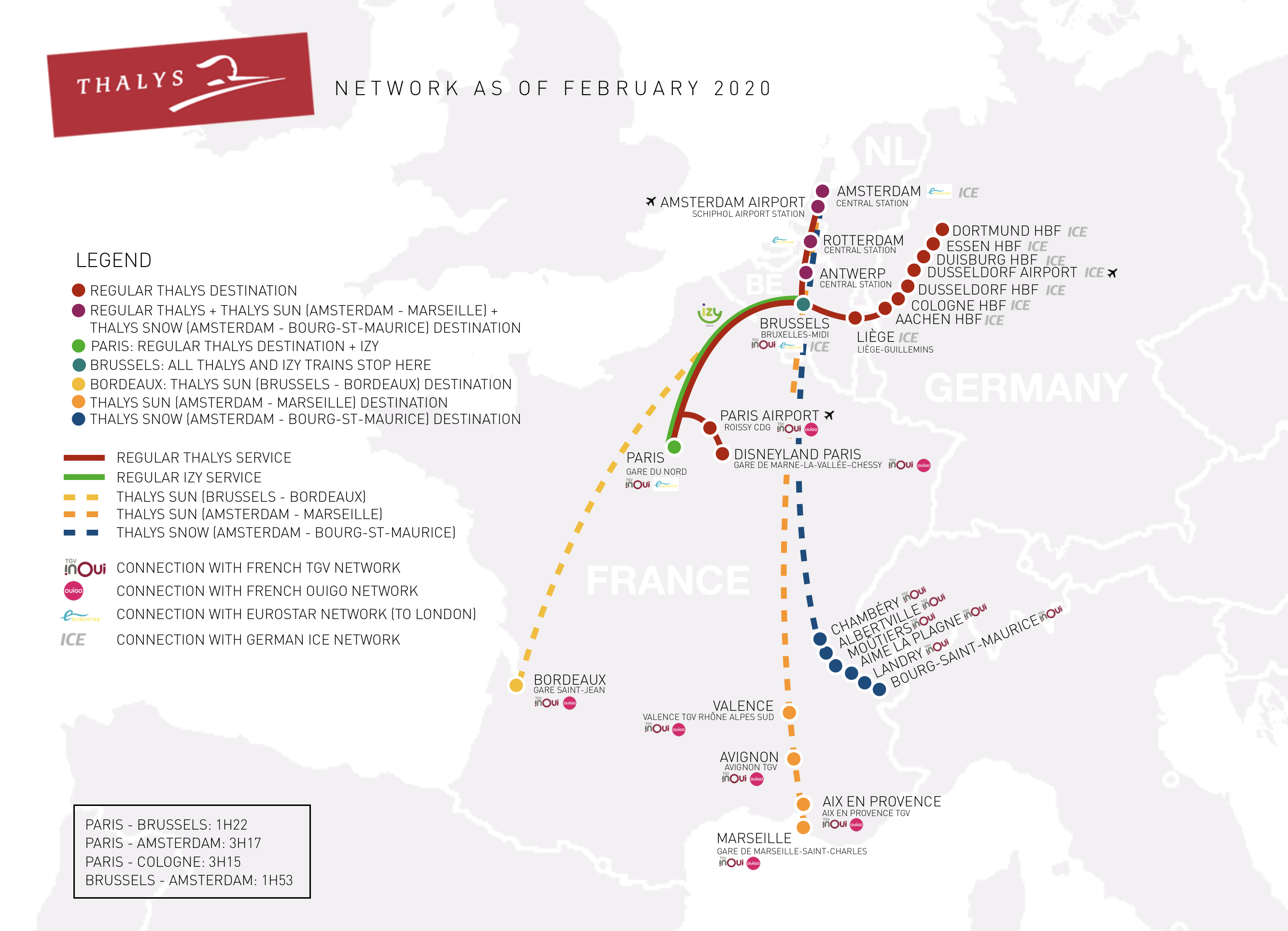
Het Thalysnetwerk in 2020.

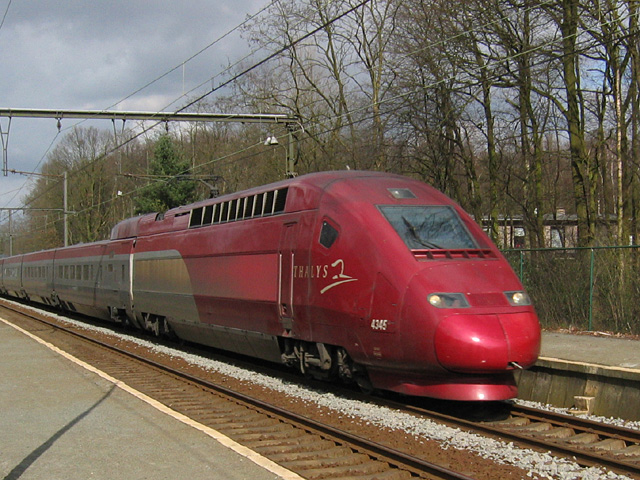
Thalys PBKA bij Heide.

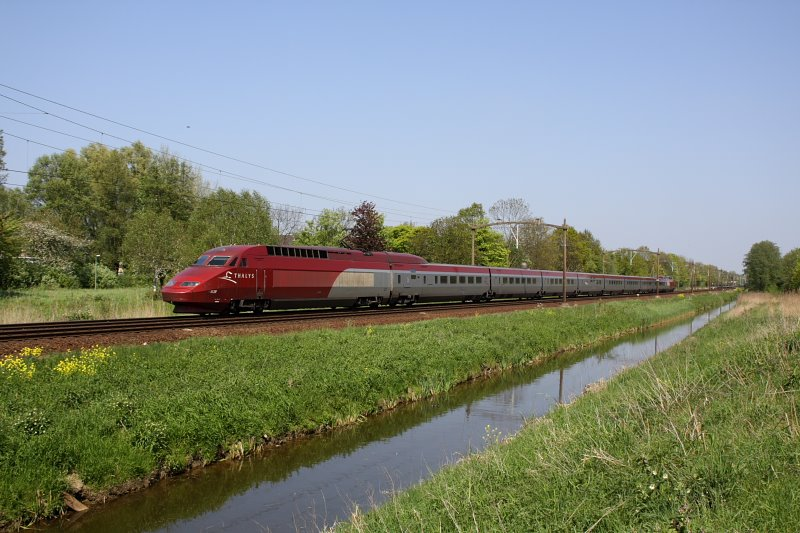
Thalys PBA bij Dordrecht Zuid.

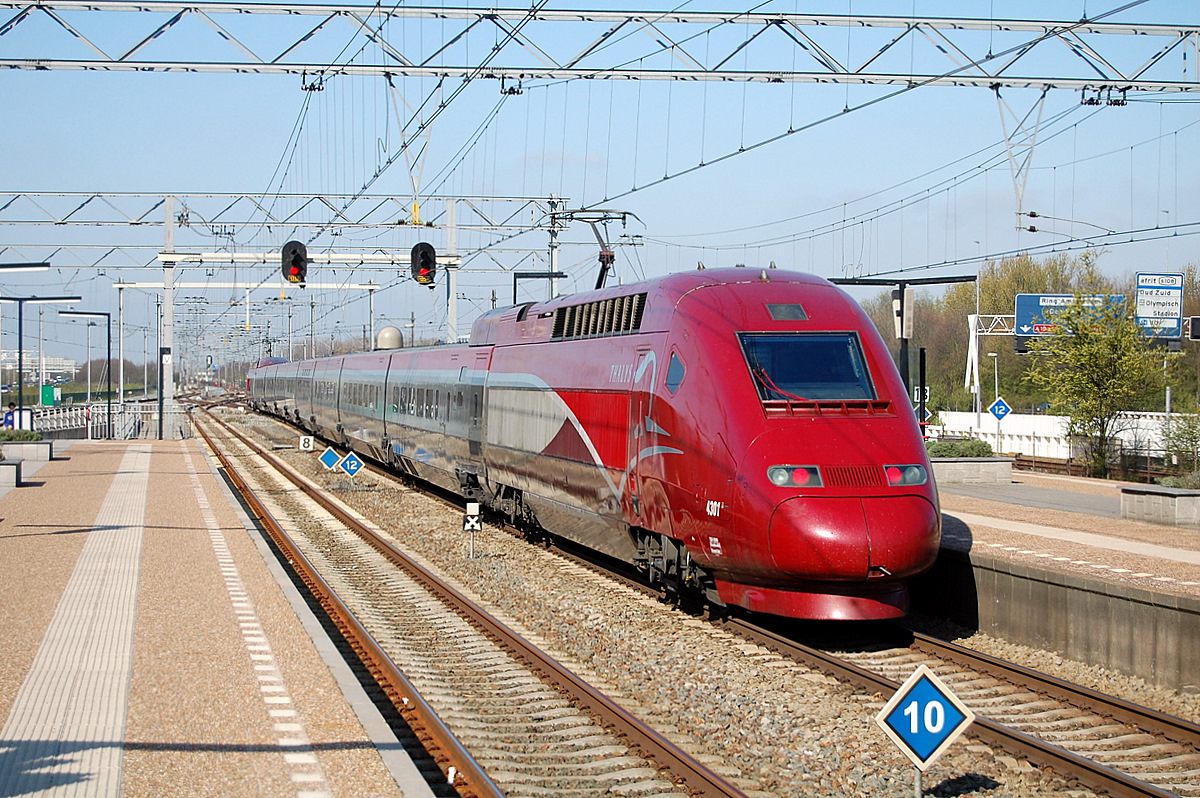
Thalys-treinstel 4301 op station Amsterdam Zuid.

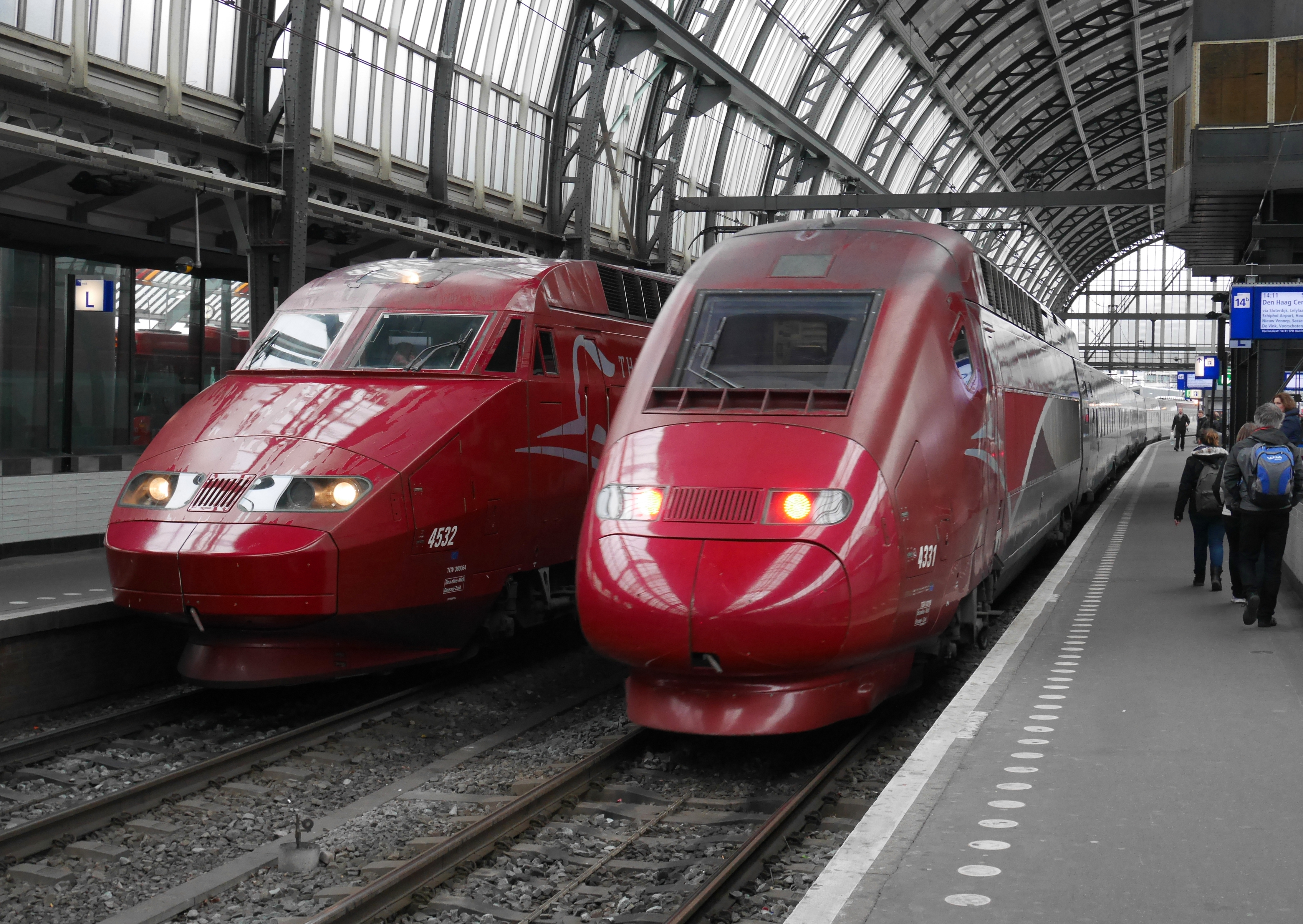
Twee Thalys-treinen (4532 en 4331) te Amsterdam Centraal.

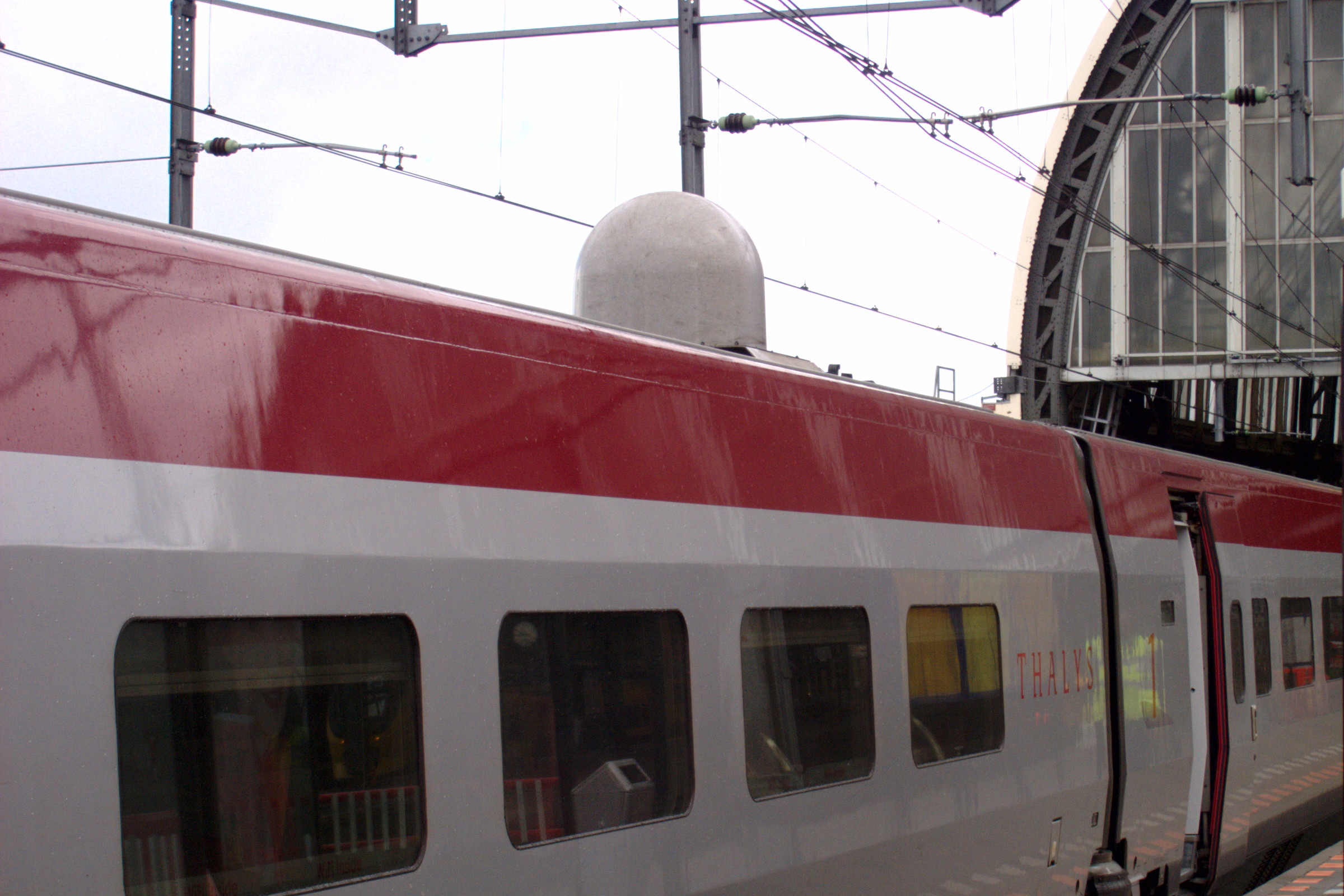
Satellietradome op de Thalys voor de internetverbinding.

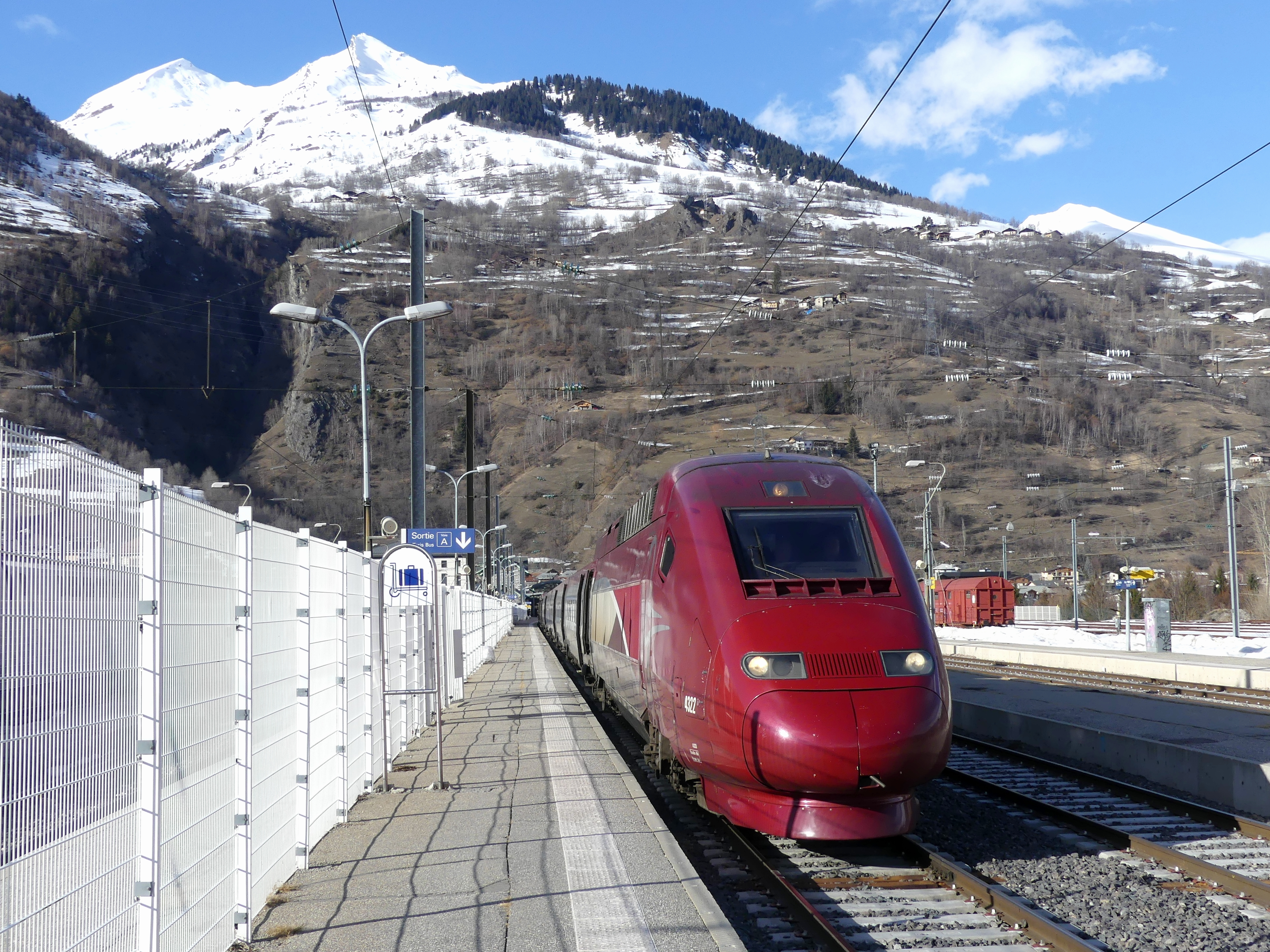
Thalys in Bourg-Saint-Maurice.

Thalys was tot en met september 2023 de merknaam van een netwerk van treindiensten op het hogesnelheidsnetwerk tussen Frankrijk, België, Nederland en Duitsland, die na die datum verdergaan onder de merknaam Eurostar. Deze treindiensten werden uitgebaat door de zusterbedrijven Thalys International en THI Factory, die vanaf april 2022 deel uitmaken van het fusiebedrijf Eurostar Group. 

## Geschiedenis
Sinds 1924 bestond er een internationale spoorverbinding Parijs – Brussel en Amsterdam, de Étoile du Nord.
In 1987 werd besloten een hogesnelheidslijn tussen Parijs, Brussel, Keulen en Amsterdam te bouwen. Op 28 januari 1993 tekenden de Franse spoorwegmaatschappij SNCF, de Belgische NMBS, de Nederlandse NS en de Duitse Deutsche Bundesbahn (die in 1994 op zou gaan in de DB) een overeenkomst om deze verbindingen gezamenlijk te exploiteren onder het merk Thalys. De verzonnen naam had geen specifieke betekenis, maar was internationaal vlot uit te spreken en wekte associaties op gerelateerd aan Frankrijk en de beoogde eigenschappen van de treindienst. In mei 1995 werd Westrail International opgericht, als afdeling van de SNCF en NMBS. De exploitatie ging plaats vinden door deze twee bedrijven en de NS en DB.

### Treindiensten vanaf 1996
De eerste Thalys-trein reed op 2 juni 1996 tussen Parijs Gare du Nord, Brussel – Amsterdam. Deze reed via de LGV Nord en het eerste deel van de HSL 1 (tot Antoing), de rest van de verbinding ging via klassieke spoorlijnen. Vanaf Parijs duurde de rit 1 h 58 tot Brussel en 4 h 47 tot Amsterdam.
Op 14 december 1997 werd de HSL 1 over de gehele route geopend, waarmee de rijtijd tussen Parijs en Brussel tot 1 h 25 werd gereduceerd. Ook werd het netwerk van Thalys aanzienlijk uitgebreid. Zo werden er in België verbindingen gestart naar onder andere Brugge, Gent en Oostende, en Bergen, Charleroi, Namen en Luik. Bovendien werd er een nieuwe dienst geïntroduceerd naar Aken en Keulen.

### Vanaf eind 2009
Door ingebruikname van nieuwe hsl-trajecten tussen Luik en Aken en tussen Antwerpen, Rotterdam en Schiphol werd de reistijd vanaf december 2009 sterk verkort. De verbinding met Station Den Haag HS kwam hiermee te vervallen. De reistijd van Brussel-Zuid naar Amsterdam Centraal is sindsdien iets minder dan 2 uur. 
In juni 2012 werd spoorlijn 25N tussen Mechelen en Brussel geopend. De Thalys maakt hier ook gebruik van, hierdoor kon de reistijd tussen Antwerpen en Brussel nogmaals verkort worden.
In 2014 werd het aantal treinen op het traject tussen Amsterdam en Brussel verhoogd, na het stoppen van de Fyra.
In 2019 startte Thalys met een rechtstreekse verbinding tussen Amsterdam en Aéroport de Paris-Charles de Gaulle en Marne la Vallée-Chessy (Disneyland Paris).
Als gevolg van de coronacrisis is in 2020 het aantal passagiers met 67 procent gedaald. In 2019 waren er nog 7,8 miljoen treinreizigers, in 2020 was dit gedaald tot 2,5 miljoen. In maart 2020 werd het aantal treinen met een kwart verminderd. Enkele weken later was er nog één retourrit per dag tussen Amsterdam en Parijs, de ritten naar Duitsland werden geheel geschrapt. Vanaf half december 2020 reed nog slechts 15 procent van de Thalys-treinen. De inkomsten zijn in 2020 met 70 procent gedaald t.o.v. 2019. In juni 2021 reden tussen Amsterdam en Parijs vier Thalys-treinen per dag. Sinds begin 2022 is de dienstregeling weer vrijwel volledig hersteld, alleen de ritten naar Charles de Gaulle en Marne la Vallée en Bordeaux werden nog niet aangeboden.

### Fusie met Eurostar
In september 2019 hebben SNCF, NMBS en Patina Rail een mogelijke fusie aangekondigd tussen Thalys en Eurostar. Het fusieproject kreeg de naam "Green Speed". In oktober 2021 werd bekend dat Thalys medio 2024 Eurostar gaat heten, net als de trein naar Londen. De ondernemingen achter de treinen pakken hun eerdere fusieplannen namelijk weer op.
In februari 2022 werd Thalys International overgenomen door THI Factory en in april 2022 werd THI Factory, samen met Eurostar International Limited overgenomen door de nieuwe holding Eurostar Group.
Op 24 januari 2023 werd bekendgemaakt dat de naam Thalys nog dat jaar ging verdwijnen en dat alle treinen onder de naam Eurostar gingen rijden.
Op 29 september 2023 werden de eigen website en app van Thalys stopgezet, en vervangen door de nieuwe, gemeenschappelijke versies onder de naam Eurostar. Per 1 oktober 2023 rijden alle treinen onder de naam Eurostar. De diensten en voorwaarden bleven grotendeels dezelfde. Er blijft een onderscheid tussen de ex-Thalyslijnen en de lijnen van en naar Londen. Er is sindsdien  een nieuw gemeenschappelijk loyalty-programma: Club Eurostar.

## Juridische status
Juridisch bestond Thalys uit twee bedrijven:
- Thalys International (juridisch Westrail International SRCL[13] geheten), een joint venture van SNCF (70% eigendom) en NMBS (30% eigendom), met NS als 'strategische partner' zonder aandeel in het bedrijf. Voorheen had ook DB een aandeel binnen Thalys International, de verhoudingen waren als volgt: SNCF (62%), NMBS (28%) en DB (10%). Het bedrijf is een Coöperatieve vennootschap met beperkte aansprakelijkheid naar Belgisch recht.
- THI Factory is het bedrijf dat het materieel beheert en de treindiensten zelf als vergunninghouder uitvoert in Frankrijk en België. Deze spoorwegonderneming is een naamloze vennootschap naar Belgisch recht, gevestigd in Brussel, voor 60% eigendom van SNCF en voor 40% van NMBS.

In Nederland worden de treindiensten uitgevoerd door NS International onder de Hoofdrailnet/HSL-concessie en in het kader van akkoorden met Thalys International als managementbedrijf. Daartoe heeft NS International op 7 mei 1993 het bedrijf zonder activiteit Autobusdienstonderneming Salland hernoemd tot in N.V. Hogesnelheidstrein Vervoers Exploitatie Maatschappij te Utrecht, en op 26 juli 1999 in Thalys Nederland N.V. In Duitsland worden de treindiensten gereden onder de vlag van Keolis Duitsland.

## Lijnvoering
Thalys exploiteerde diverse verbindingen in Frankrijk, België, Nederland en Duitsland. De volgende diensten rijden iedere dag:
| Serie | Traject | Frequentie      | Opmerkingen |
| ----- | --- | --------------- | --- |
| 9300  | Amsterdam Centraal – Schiphol – Rotterdam Centraal – Antwerpen-Centraal – Brussel-Zuid – Paris-Nord                                                        | 11 keer per dag | |
| 9300  | Amsterdam Centraal – Schiphol – Rotterdam Centraal – Antwerpen-Centraal – Brussel-Zuid                                                                     | 2 keer per dag  | Vult de serie 9300 aan |
| 9900  | Amsterdam Centraal – Schiphol – Rotterdam Centraal – Antwerpen Centraal – Brussel-Zuid – Parijs luchthaven CDG – Marne la Vallée-Chessy (Disneyland Paris) | 2 keer per dag  | Vult de serie 9300 aan - reed tot voor maart 2019 tot Lille Europe. |
| 9400  | Dortmund Hbf – Essen Hbf – Duisburg Hbf – Düsseldorf Flughafen – Düsseldorf Hbf – Köln Hbf – Aachen Hbf – Luik-Guillemins – Brussel-Zuid – Paris-Nord      | 3 keer per dag  | Dusseldorf Flughafen wordt alleen door de eerste (richting Parijs) en laatste (richting Dortmund) trein van de dag bediend. Duisburg Hbf wordt door een trein per dag overgeslagen. |
| 9400  | Köln Hbf – Aachen Hbf – Luik-Guillemins – Brussel-Zuid – Paris-Nord                                                                                        | 5 keer per dag  | |
| 9300  | Brussel-Zuid – Paris-Nord | 7 keer per dag  | Ter aanvulling van de overige treinen naar Parijs |

Tussen Brussel en Parijs wordt over het algemeen een uurdienst geboden, en op sommige tijden een halfuurdienst. In de dienstregeling 2016 wordt tussen Amsterdam en Brussel over het algemeen ook een uurdienst geboden, op sommige momenten (met name in het weekend) zijn er echter intervallen van twee uur. Tussen Brussel en Keulen rijdt zowel een Thalys (soms richting Dortmund) als een Duitse ICE (richting Frankfurt am Main). De dienstregeling van beide treinen is op elkaar afgestemd waardoor ook hier over het algemeen een uurdienst aangeboden wordt.

### Europees Parlement
Sinds juli 2008 rijdt er maandelijks een speciale directe Thalys Brussel – Straatsburg, voor als het Europees Parlement zitting heeft in Straatsburg. Deze is gereserveerd voor Europarlementariers en niet toegankelijk voor andere reizigers.
Op de LGV Est haalt deze trein een snelheid van 320 km/h, die op het reguliere Thalys-netwerk niet gehaald wordt.

### Seizoenslijnen
Naast de reguliere diensten worden twee vakantiediensten geboden, de Zon-Thalys en de Ski-Thalys. Beide verbindingen rijden alleen op zaterdag, de Zon-Thalys in juli en augustus, de Ski-Thalys van de kerstvakantie t/m de voorjaarsvakantie.
| Serie | Traject | Frequentie      | Opmerkingen                |
| ----- | --- | --------------- | -------------------------- |
| 9900  | Amsterdam Centraal – Schiphol – Rotterdam Centraal – Antwerpen-Centraal – Brussel-Zuid – Valence-Rhône-Alpes-Sud TGV – Avignon TGV – Aix-en-Provence – Marseille-Saint-Charles                                      | 1 keer per week | Alleen in juli en augustus |
| 9900  | Amsterdam Centraal – Schiphol – Rotterdam Centraal – Antwerpen-Centraal – Brussel-Zuid – Chambéry-Challes-les-Eaux – Albertville – Moûtiers-Salins-Brides-les-Bains – Aime-La Plagne – Landry – Bourg-Saint-Maurice | 1 keer per week | Alleen in de winter        |

### Afgeschafte bestemmingen

#### Genève
Vanaf eind mei 2000 reed Thalys een treinpaar Brussel - Genève. Door de lage bezettingsgraad van 30-35% werd deze verbinding opgeheven in september 2002.

#### Brussels Airport-Zaventem
Op 30 oktober 2011 startte een dagelijkse verbinding tussen Parijs, Brussel en Brussels Airport-Zaventem in samenwerking met Brussels Airlines en Jet Airways. Door een te lage vraag is deze trein vanaf 2015 afgeschaft. Aan het einde van de zomer van 2014 was deze al tot een zomerse verbinding ingekort.

#### Waalse tak en Oostende
In april 2015 werden de twee weinig rendabele verbindingen tussen Parijs en Luik (via Bergen, Charleroi en Namen) enerzijds en Oostende (via Gent en Brugge) anderzijds opgeheven.

#### Bordeaux
In 2019 startte Thalys met een nieuwe rechtstreekse zomerbestemming vanuit Brussel, namelijk Bordeaux. De verbinding met Bordeaux is in 2020 niet meer teruggekeerd na de coronapandemie.

#### Lille Europe
Van 12 april 2014 tot maart 2019 zette Thalys dagelijkse rechtstreekse treinen in tussen Lille Europe en Amsterdam. Ook deze verbinding werd geschrapt wegens een te lage bezetting.

#### Budget-Thalys: IZY
Tussen 3 april 2016 en juli 2022 voerde Thalys een low-cost-submerk: de IZY, die dagelijks twee heen- en terugritten Brussel – Parijs reed, met treinstellen in een speciale kleurstelling. Tussen Parijs en Arras reden deze over de klassieke spoorlijn, waardoor dure Franse hsl-rijpaden vermeden werden, om vervolgens ter hoogte van Lille over te gaan op de HSL 1 naar Brussel. De reistijd was gemiddeld 2 uur 15 minuten. Deze trein was alleen online te boeken. Deze formule toonde veel gelijkenissen met de iDTGV-treinen in Frankrijk.
Op 10 juli 2022 stopte Thalys met de IZY-treindienst. De low-cost-opvolger Ouigo Brussel - Parijs, in dienst sinds 2025, gereden door moederbedrijven NMBS en de SNCF, was geen hogesnelheidstrein meer, maar volgt volledig de klassieke spoorlijn.

## Materieel
Voor de Thalysritten wordt gebruikgemaakt van aparte treinstellen in bordeauxrode met zilvergrijze kleurstelling. De treinstellen zijn afgeleid van de Franse TGV-stellen.
Er zijn twee typen treinstellen:
- De PBA-stellen (Parijs-Brussel-Amsterdam) zijn eigendom van de SNCF (genummerd 4532-4540), en zijn geschikt voor het Franse, Belgische, en Nederlandse spoornet.
- De PBKA-stellen (Parijs-Brussel-Keulen-Amsterdam) zijn eigendom van NMBS (genummerd 4301-4307), DB (4321-4322), NS (4331-4332) en SNCF (4341-4346). De motorwagens hiervan zijn van een ander type en zijn in tegenstelling tot de PBA ook geschikt voor het rijden over het Duitse spoornet.

De Thalys haalt snelheden tot 300 km/h en legt het traject van Amsterdam naar Parijs af in 3 uur en 18 minuten.
Thalys was de eerste treindienst met een internetverbinding via wifi. De wifi was eerst gratis in de eerste klasse, later ook in de tweede klasse. Op het traject Parijs – Brussel is er volledige dekking, op de andere routes slechts gedeeltelijk. De transmissie buiten de trein verloopt via een satellietverbinding, die in tunnels en overdekte zones wordt overgenomen door lokale UMTS- en GPRS-netwerken. De radome met daaronder de gemotoriseerde satellietantenne is goed zichtbaar op de trein. De eerste tests met dit systeem vonden plaats in 2004 en sinds 2008 is het volledig operationeel.

### Vernieuwd interieur en kleurstelling
Het materieel is vanaf 2009 een eerste maal gerenoveerd. Uit onderzoek bleek dat de bordeauxrode kleur onlosmakelijk verbonden is met de Thalys, het interieur werd hieraan aangepast. Aan de buitenkant is een zilvergrijze band gekomen die doorloopt tot het logo op de neus. De techniek van de treinstellen is niet veranderd.

#### Ruby
Vanaf 2021 werden de PBKA-treinstellen geleidelijk vernieuwd (project Ruby). Er is daarna plaats voor meer bagage. Thalys en opvolger Eurostar kondigden aan daarna de twee nieuwe fietsplaatsen beschikbaar te stellen, maar in juni 2025 was dit nog niet gebeurd.

### Speciale uitvoeringen
Naast het reguliere rood-grijze uiterlijk kregen treinstellen ter gelegenheid van speciale gebeurtenissen een speciale bestickering.
In 2006 reed de Thalys Paris – Brussel – Amsterdam rond met een wit-rode sticker van de toenmalige Fortisbank. In datzelfde jaar kleurde een trein oranje en in de kleuren van de Nederlandse vlag. Dit treinstel werd speciaal aangepast voor het ophalen van de Nederlandse Olympische ploeg van de Winterspelen in het Italiaanse Turijn.
In 2007 kreeg het stel een sticker met de EU-vlag en de slogans "Together Since 1957" en "Ensemble Since 1957", verwijzend naar het vijftigjarig bestaan van de Europese Unie. Midden 2009 kreeg de Thalys een blauwe bestickering ter ere van het Musée Magritte Museum in Brussel. In augustus 2009 zette Thalys de verbinding van Parijs naar Keulen en Amsterdam in de schijnwerpers door aan zes graffitikunstenaars de kans te geven in 3 uur en 15 minuten een rijtuig te voorzien van hun kunsten.
In 2010 kleurde het eerste stel lichtblauw en het tweede helemaal geel in het teken van de Ronde van Frankrijk die in Rotterdam dat jaar vertrok. Op 22 september 2011 vertrok regisseur Steven Spielberg na de première van de Kuifjefilm The Adventures of Tintin: Secret of the Unicorn per Thalys richting Paris-Nord met de 'Tintin Thalys' om daar de film voor te stellen. Ook voor de huldiging van de Nederlandse winnaars van de Olympische Spelen in 2012 in Londen was er een Thalys in een ander jasje gestoken. Hierbij waren op één rijtuig van de Thalys stickers met medailles die de namen van de winnaars droegen aangebracht. Deze werden na afloop van de speciale rit naar 's-Hertogenbosch weer verwijderd. Begin 2013 werd treinstel 4322 uitgedost in een "Jean-Paul Gaultier"-decoratie, naar aanleiding van een tentoonstelling van Jean-Paul Gaultier in de Kunsthal Rotterdam.
In 2019 heeft Disney een trein laten voorzien met Disneys sprookjesfiguren. Dit gebeurde ter gelegenheid van de nieuwe directe treinverbinding tussen station Amsterdam Centraal en station Marne-la-Vallée. De eerste feestelijke rit vond plaats op 31 maart 2019, waarbij de trein feestelijk werd onthaald door een fanfareband en Disneyhelden. Bertrand Gosselin, toenmalig CEO van Thalys, en Isabelle Willemsens, Country Director Benelux Walt Disney Parks & Resorts, vierden samen de eerste Thalys-rit.

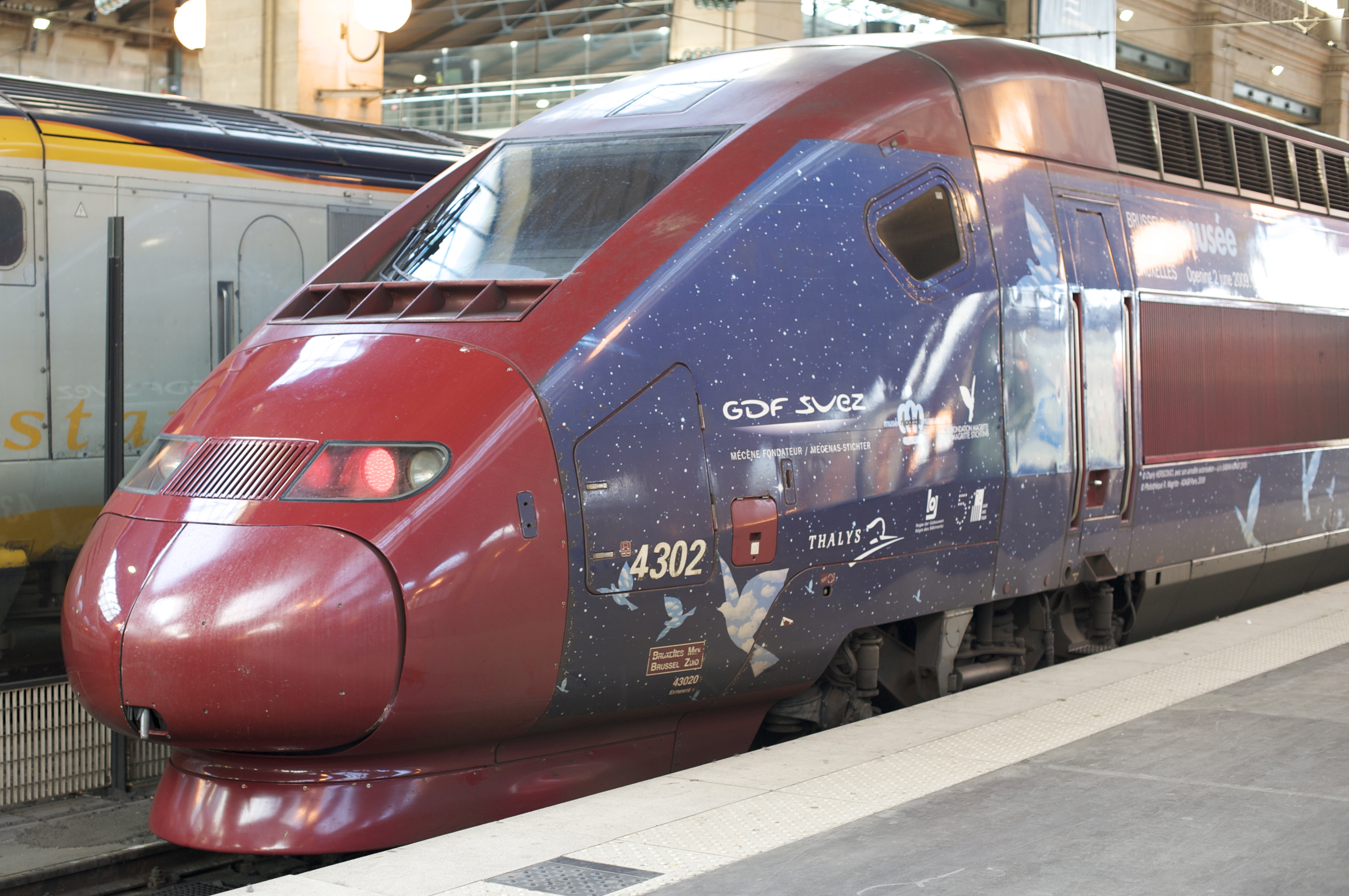
Thalystrein ter ere van Magritte
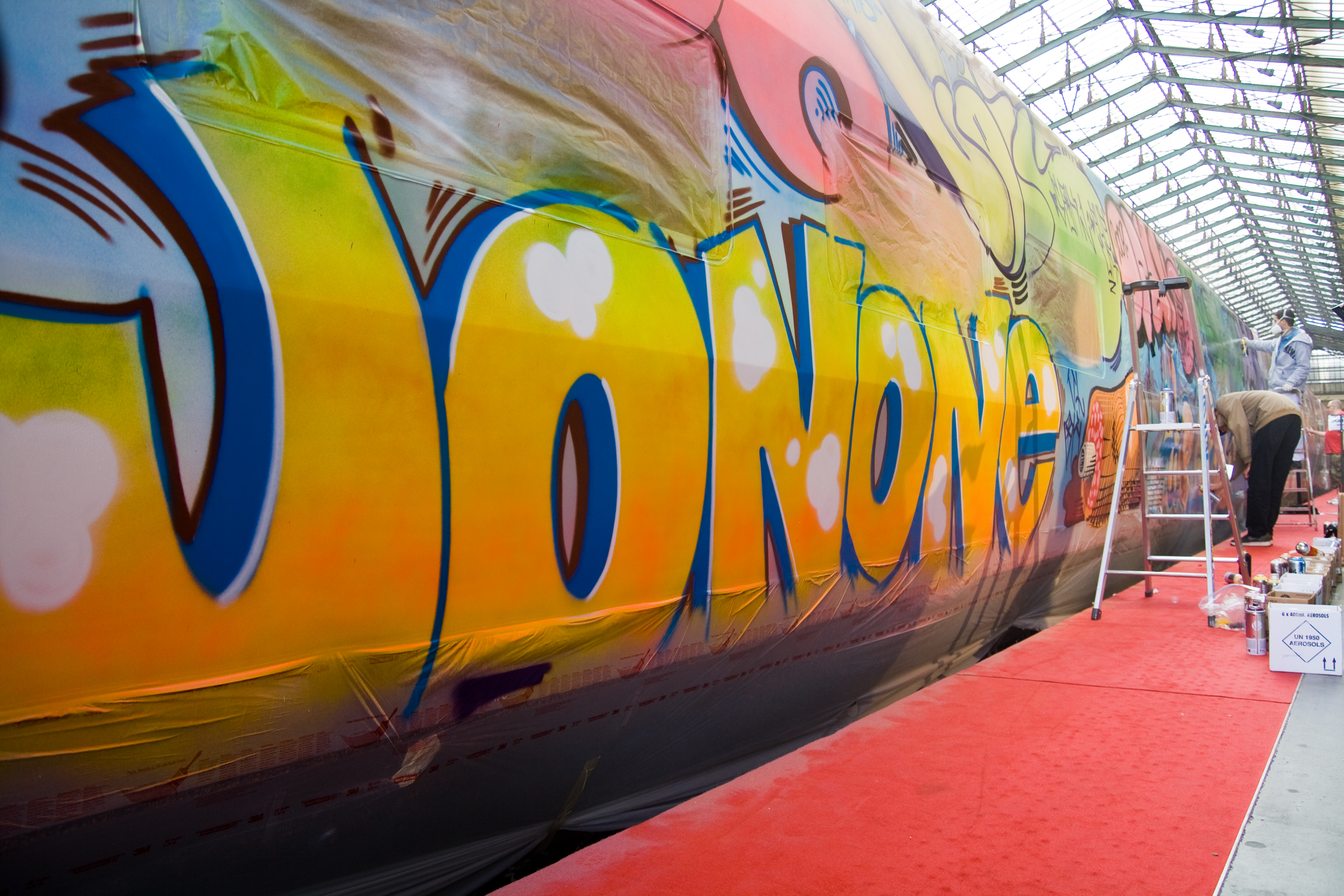
Graffiti meets Thalys
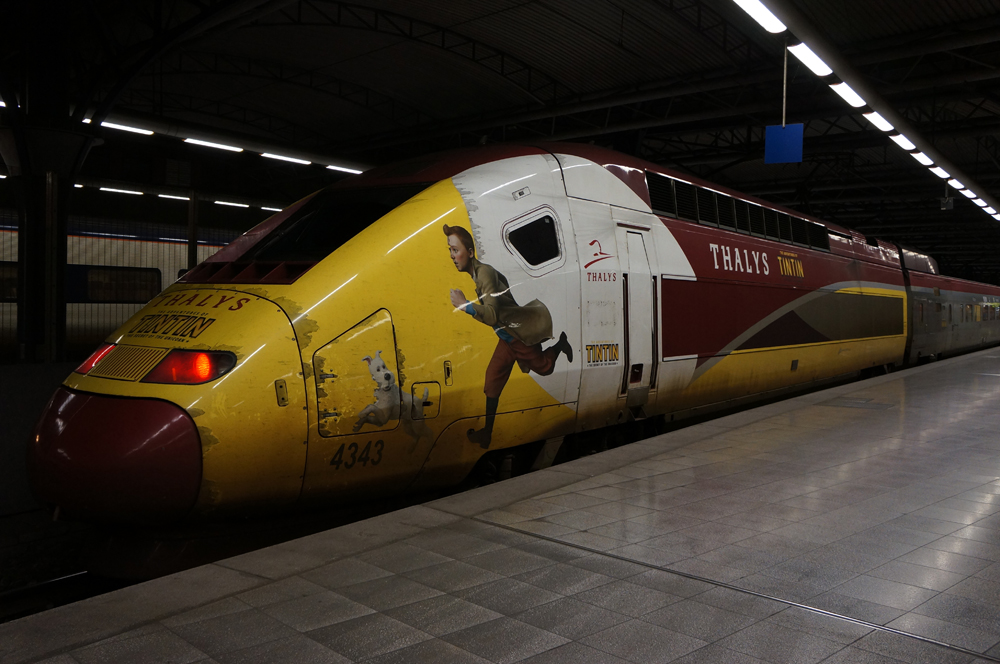
Thalys ter ere van de film The Adventures of Tintin: The Secret of the Unicorn
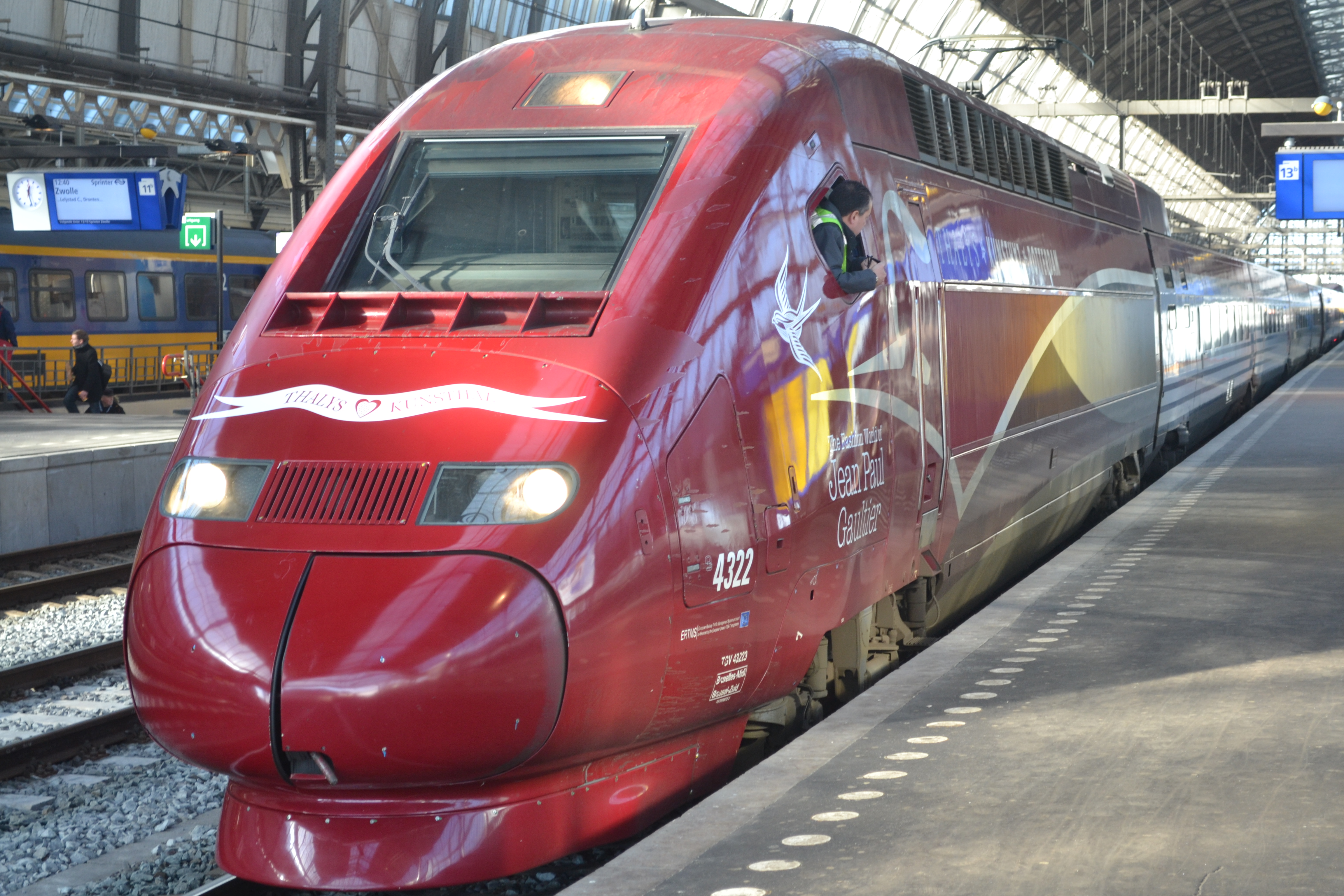
Thalys 4322 met Jean-Paul Gaultier-decoratie te Amsterdam Centraal
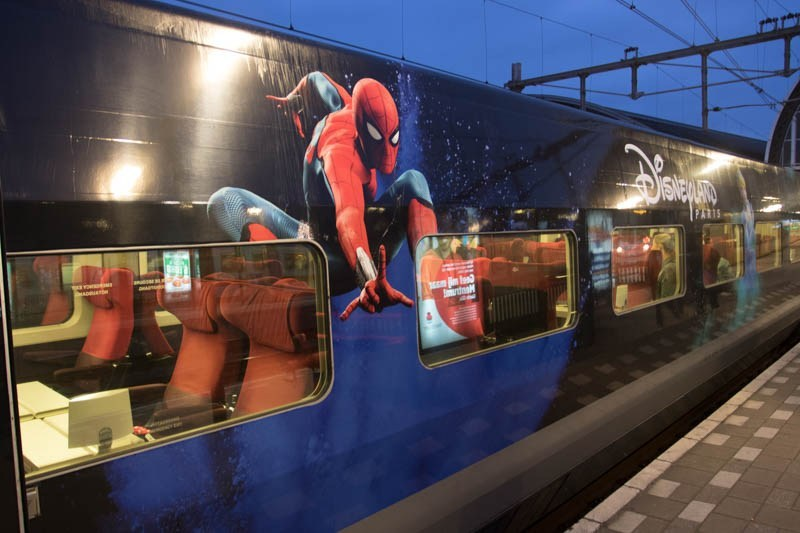
Thalys in Disneythema ter ere van eerste rechtstreekse trein tussen Amsterdam CS en Disneyland Paris

## Tariefstructuur
Thalys maakte gebruik van een eigen tariefstructuur en vooraf reserveren was verplicht. De Thalys kon in Duitsland en België worden gebruikt voor binnenlandse reizen, in België door een apart Thalysticket te kopen waarvan de prijs aanzienlijk hoger lag dan de normale treintickets, in Duitsland op vertoon van een ICE-ticket (Aken – Keulen heen en terug, of verder) met zitplaatsreservering (de reservering voor een aansluitende ICE- of IC-trein was in dit geval niet gratis). Sinds de ingebruikname van de hogesnelheidslijn in Nederland kan de Thalys gebruikt worden voor een reis tussen Amsterdam en Rotterdam. Andere plaatsbewijzen waren in het geheel niet geldig, zelfs niet met betaling van een toeslag. Hetzelfde gold voor het Nederlandse traject van een internationale reis.
De tariefstructuur van Thalys leek op de structuur zoals die wordt gebruikt in de luchtvaart: hoe eerder wordt geboekt en hoe restrictiever het ticket is, des te lager is de prijs. Flexibele tickets (Flex) zijn het duurst. Er zijn semi-flexibele tickets (maximaal één keer in te wisselen voor een andere rit tot de dag voorafgaand aan het vertrek en te boeken tot uiterlijk twee weken voor vertrek), de zogenaamde Semi-Flex-tickets. Fixed-tickets (No Flex) zijn tot uiterlijk twee weken voor vertrek te boeken en kunnen niet ingewisseld of gerestitueerd worden, daarentegen zijn die tickets ook verkrijgbaar voor de 1e klas (Comfort 1). Voor senioren, jongeren tot en met 26 jaar, kinderen en ouders met kinderen bestaan reductiemogelijkheden die onbeperkt verkrijgbaar zijn. Vanaf 2011 kan er in comfort 1 de Salon afgehuurd worden; een "vergaderruimte" aan de voor- of achterzijde van de trein. De prijs hiervoor bedraagt ongeveer viermaal het Hi-Lifetarief, vermeerderd met een toeslag. De Salon kan door een gezelschap van 2 tot 4 reizigers gebruikt worden.

## Reizigersontwikkelingen
Voor de ingebruikname van Thalys werden er jaarlijks 400.000 treinreizen gemaakt tussen Nederland en Parijs. Na een jaar Thalys was het aantal reizen gestegen tot 600.000, een stijging van 50%. De jaren erna is het aantal vervoerde reizigers vrijwel elk jaar gestegen. Deze ontwikkelingen hebben onder meer de volgende oorzaken:
- Uitbreiding van het aantal ritten (in 1996 reden er vier Thalystreinen per dag van Amsterdam naar Parijs, in 2011 tien per dag en in 2015 waren dat er elf)
- Uitbreiding van bestemmingen (Essen), Keulen, Aken, Luik, Oostende en de speciale Thalys naar de Franse zuidkust, Marseille en de sneeuw: Bourg-Saint-Maurice
- Verlaging van de reistijd (Amsterdam – Parijs in 1996: 4.47 uur; in 2011: 3.18 uur)

In 2015 bedroeg de omzet 487,5 miljoen euro, waarvan meer dan de helft uit de verbinding Brussel – Parijs werd gehaald.
|            | 1996 | 1997 | 1998 | 1999 | 2000 | 2001 | 2002 | 2003 | 2004 | 2005 | 2006 | 2007 | 2008 | 2009 | 2010 | 2011 | 2012 | 2013 |
| ---------- | ---- | ---- | ---- | ---- | ---- | ---- | ---- | ---- | ---- | ---- | ---- | ---- | ---- | ---- | ---- | ---- | ---- | ---- |
| Passagiers |      |      | 4,72 | 4,98 | 5,5  | 5,8  | 6,0  | 5,8  | 5,95 | 6,15 | 6,5  | 6,2  | 6,5  | 6,07 | 6,45 | 6,65 | 6,60 | 6,69 |
| Omzet      | 60   | 115  | 190  | 220  | 266  | 294  | 310  | 301  | 318  | 335  | 363  | 364  | 392  | 382  | 432  | 470  | 479  | 487  |

Alle cijfers in miljoenen. Omzet in euro. 

### Gebruik Thalys op trajectdeel ten noorden van Antwerpen
Er zijn ook openbare statistieken over het aantal reizigers die gebruikmaken van Thalys op het overwegend Nederlandse deel van het Thalysnetwerk, dus tussen Amsterdam en de Nederlands-Belgische grens.
|      | I   | II  | III | IV  | hele jaar |
| ---- | --- | --- | --- | --- | --------- |
| 1996 |     |     |     |     | 350       |
| 1997 |     |     |     |     | 650       |
| 1998 |     |     |     |     | 770       |
| 2010 | 323 | 437 | 464 | 422 | 1.646     |
| 2011 | 393 | 512 | 503 | 443 | 1.851     |
| 2012 | 415 | 526 | 508 | 447 | 1.896     |
| 2013 | 467 | 560 | 558 | 536 | 2.121     |
| 2014 | 496 | 611 | 620 | 559 | 2.286     |

Alle cijfers in duizendtallen. 

## Incidenten

### Ongeval
Op 11 oktober 2008 botsten een omgeleide Thalys en een intercity bij het station Gouda tegen elkaar, de treinstellen raakten beschadigd, maar er vielen geen gewonden.

### Mislukte aanslag
Op 21 augustus 2015 loste een man, de 26-jarige Ayoub El Khazzani, enkele schoten in de Thalys van Amsterdam naar Parijs ter hoogte van Oignies. Hij was gewapend met een kalasjnikov, een pistool en een mes. Vier passagiers, een Brit, twee Amerikaanse militairen en een Amerikaanse student, wisten hem te overmeesteren. President François Hollande verleende hen later de Légion d'Honneur. Een van de militairen raakte tijdens de overmeestering gewond door messteken, een vijfde passagier werd getroffen door een verdwaalde kogel. De Franse acteur Jean-Hugues Anglade verwondde zich licht bij het inslaan van een ruitje van een alarmknop. De trein werd omgeleid naar Arras, waar de schutter aan de politie werd overgedragen. De politie hield rekening met terroristische motieven. Het incident werd door Clint Eastwood vereeuwigd in de film The 15:17 to Paris.

## Galerij

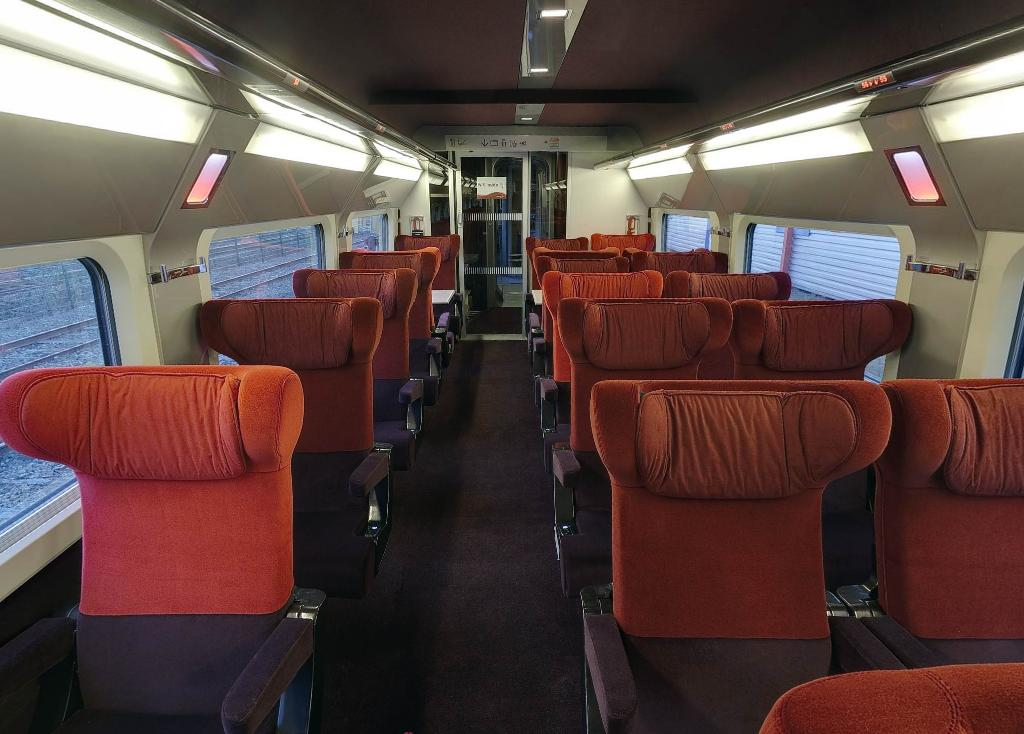
Interieur van een gerenoveerde trein - Comfort 1
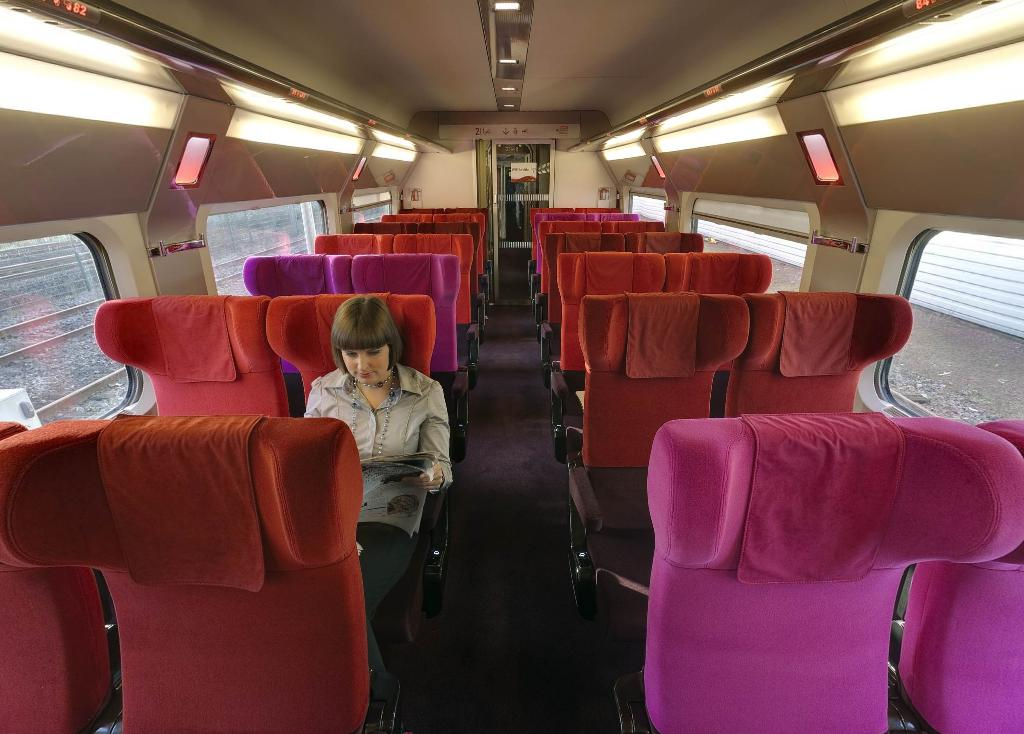
Interieur van een gerenoveerde trein - Comfort 2
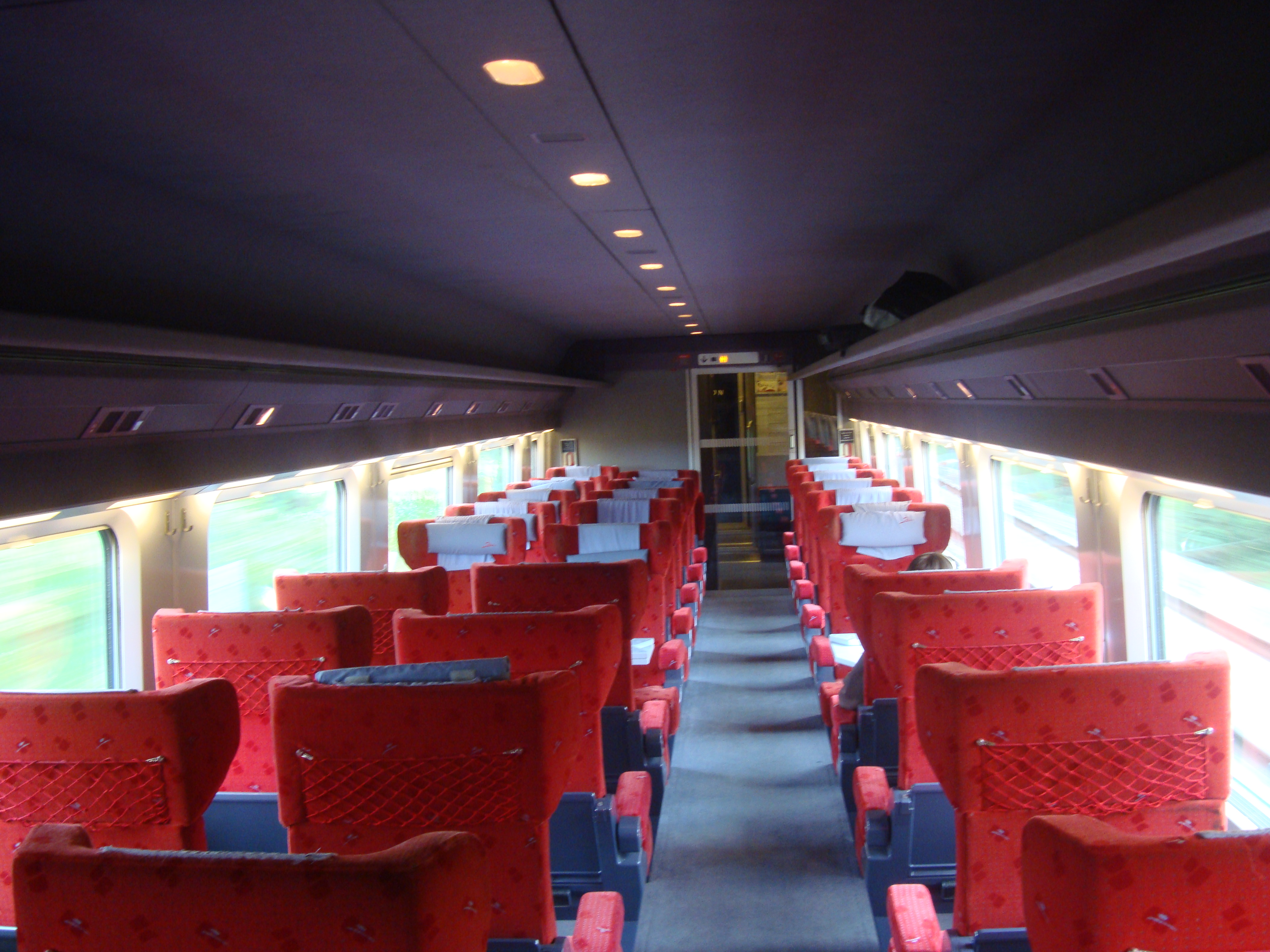
Origineel interieur van een niet-gerenoveerde trein - Comfort 1
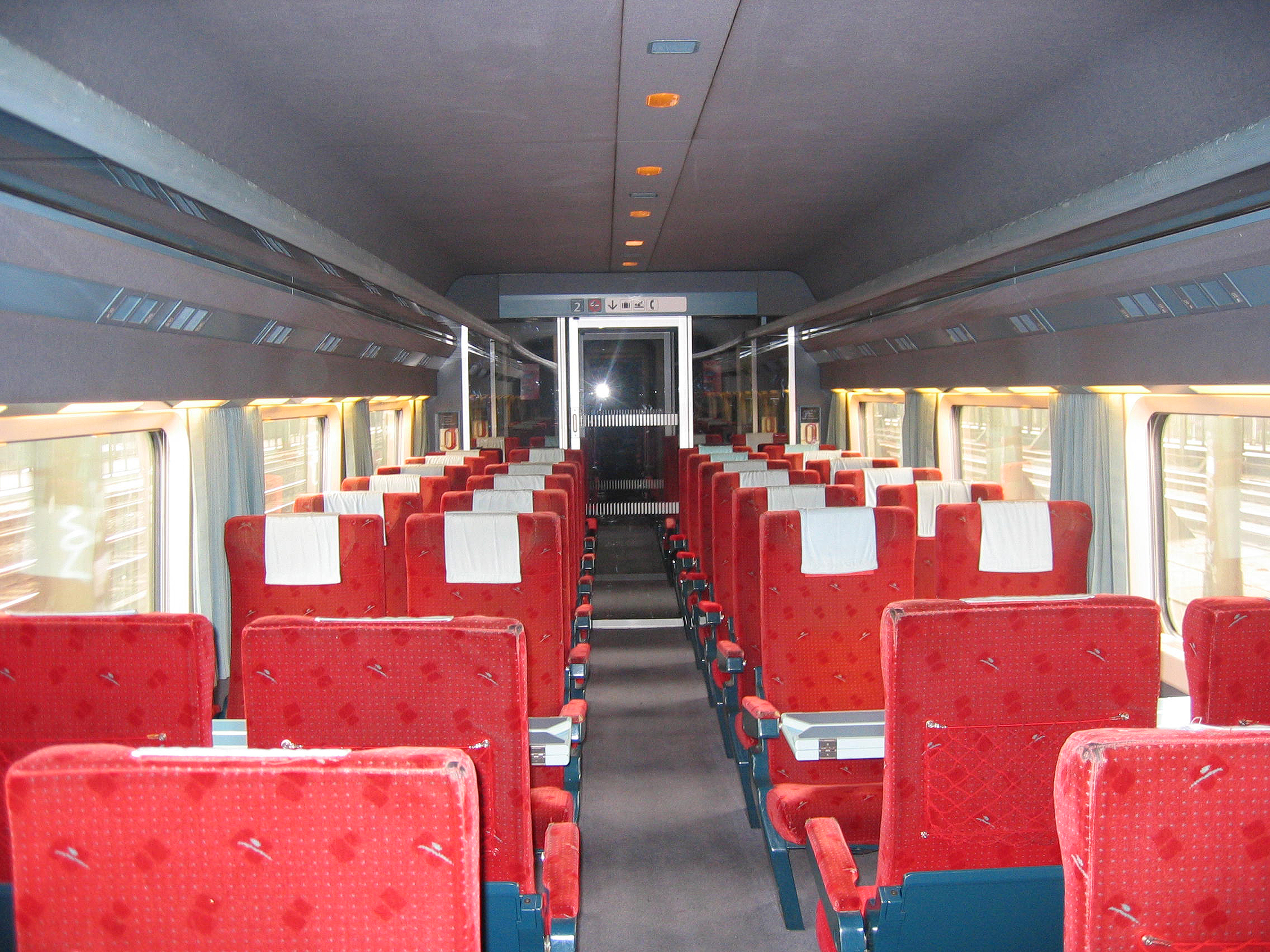
Origineel interieur van een niet-gerenoveerde trein - Comfort 2
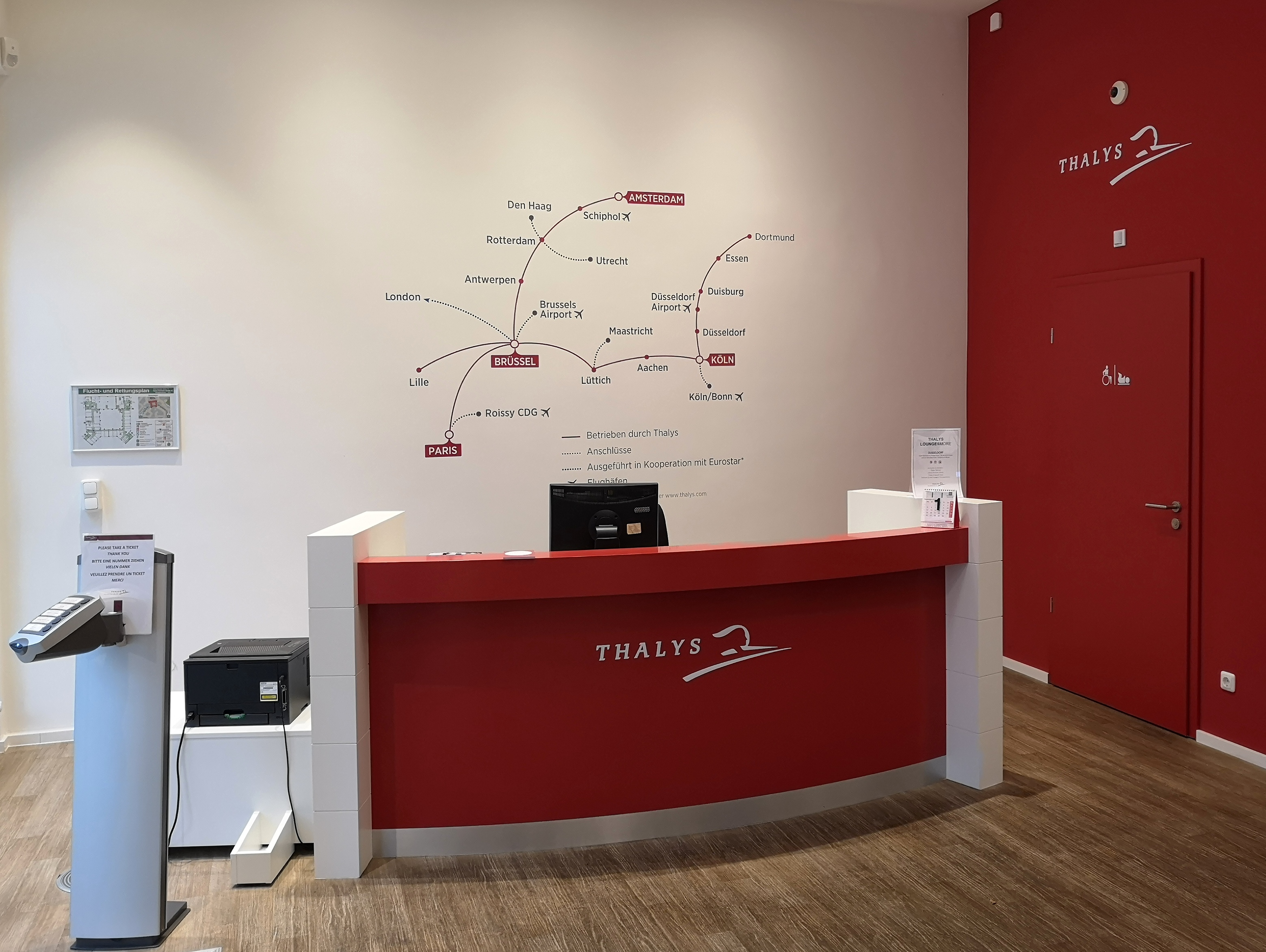
Thalys Lounge in Düsseldorf
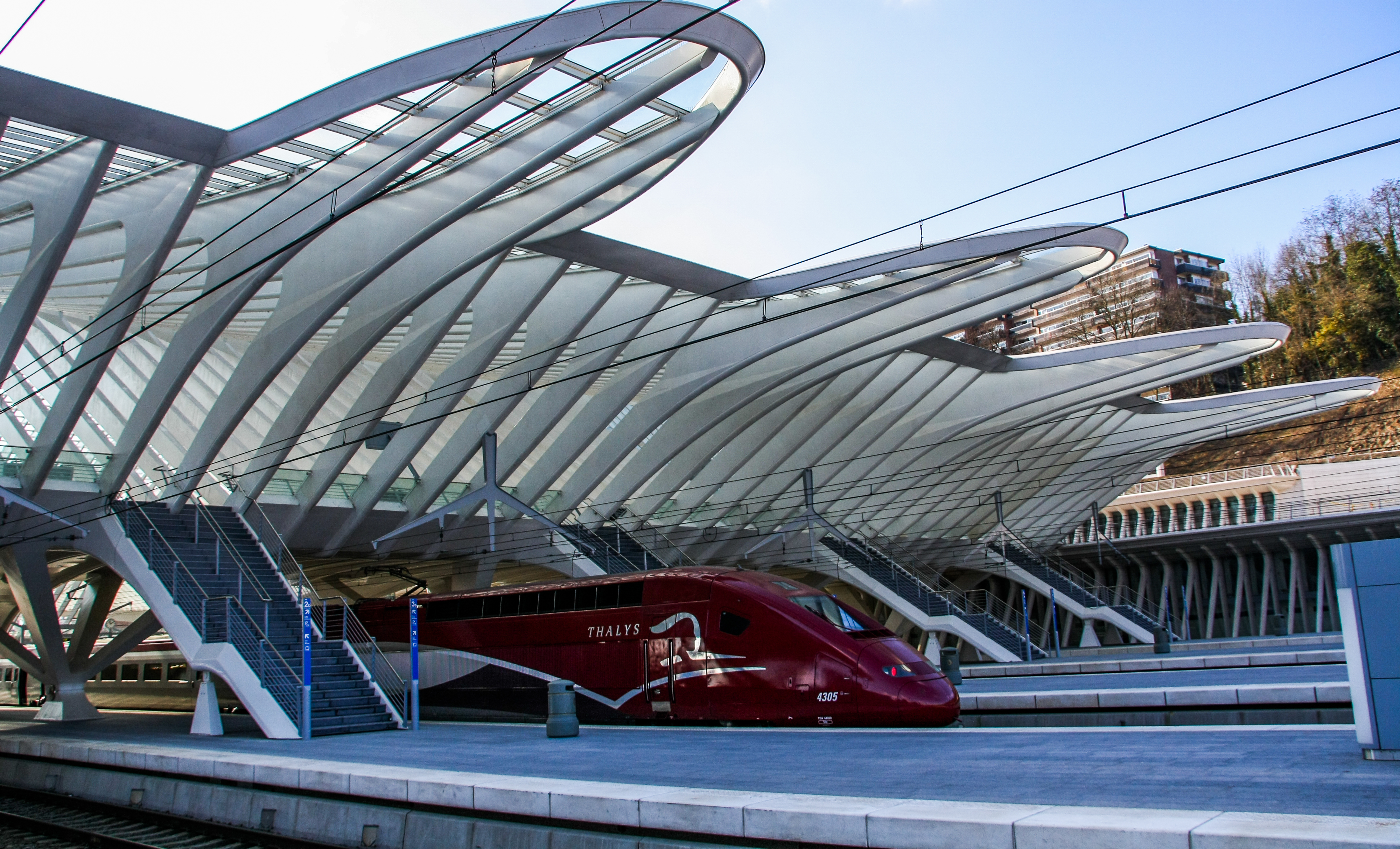
Thalystrein in Luik-Guillemins
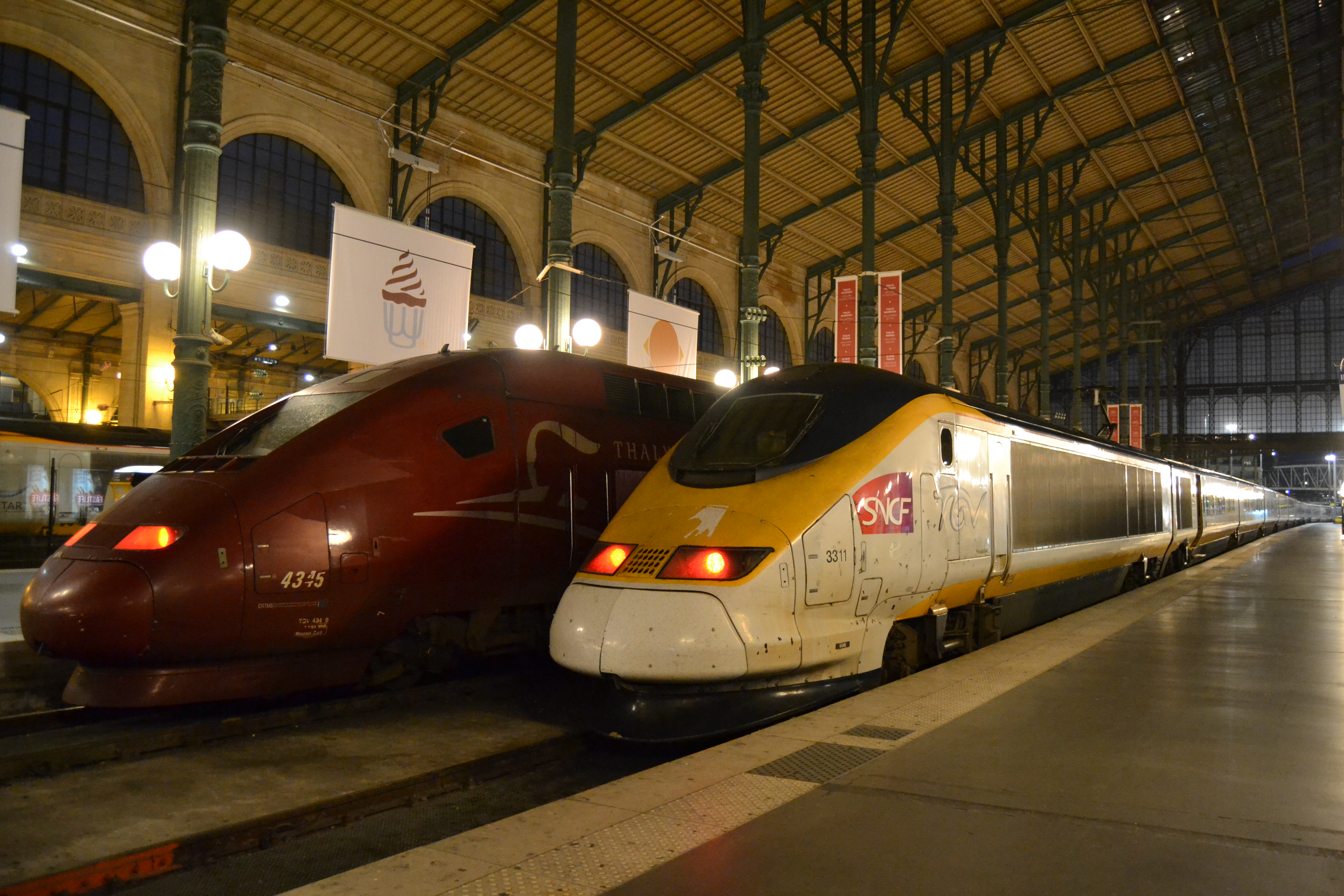
Thalys- en Eurostartreinen in Paris-Nord